# Amaurosis
La amaurosis es  la pérdida total o casi completa de visión producida por una causa orgánica sin lesión aparente del ojo. Habitualmente amaurosis tiene el mismo significado que ceguera. En ocasiones el término se emplea cuando la ceguera es de inicio brusco y sin lesiones directamente observables del ojo, por ejemplo por afectación del nervio óptico.

## Amaurosis fugaz
La amaurosis fugaz, también llamada ceguera monocular transitoria, es una pérdida de visión transitoria generalmente unilateral y de duración inferior a los diez minutos que se produce como consecuencia de una isquemia (falta de aporte sanguíneo) de la retina. La amaurosis fugaz puede ser un signo premonitorio de un accidente cerebrovascular inminente.
Entre las causas más frecuentes de amaurosis fugaz se encuentran la existencia de un émbolo en la arteria carótida, la arteritis de la temporal, la arterioesclerosis oclusiva grave de la carótida, las crisis de hipertensión arterial y la obstrucción de la vena central de la retina.

## Amaurosis congénita de Leber
La Amaurosis Congénita de Leber es una rara enfermedad de origen genético, caracterizada por un grave déficit visual en los niños desde los primeros meses de vida. Se produce una pérdida grave tanto de bastones como de conos en toda la retina desde el nacimiento y puede ocasionar ceguera. No guarda relación alguna excepto por el nombre con otras formas de amaurosis.